# Chapelle de la Coëfferie
La chapelle du Temple de la Coëfferie est une chapelle dans le lieu-dit "Le Temple" au sud de la commune de Messac en Ille-et-Vilaine, à proximité du site de Corbinières.

## Histoire
La nef de la chapelle a été construite au XIIe siècle. Elle aurait été édifiée par les Templiers.
La charte de 1217 de duc Pierre Ier de Bretagne faisant don à l'ordre du Temple d’une “villa quadam in mediaen” a longtemps été faussement interprétée comme faisant référence au manoir de La Coëfferie. Celui-ci apparait pour la première fois dans les archives en 1391, où le frère hospitalier de l'ordre de Saint-Jean de Jérusalem Guillaume Gasteau est nommé en tant que "Messire et commandeur de la baillie et maison de l’hospital de Carantouar, autrement appelé temple de la Couefferie de Malanzac".
Au XIVe siècle, l’unique transept sud est ajouté à la chapelle.
Une déclaration de 1574 inventorie le domaine, cours, jardin, prairies, futaie et terres labourables, ainsi qu’un moulin à grain et un moulin à fouler le drap.
Au XVIe siècle, le manoir du temple de Carentoir , chef-lieu de la commanderie, est détruit pendant les Guerres de religion. Les commandeurs élisent domicile à la Coëffrie..
En 1626, le commandeur Gilles du Buisson réalise d’importants travaux de restauration dans la chapelle qui a subi des dommages pendant les guerres de la Ligue. Il fait élever sur le pignon de l’église un campanier percé de deux arcades géminées sous un même faite. La charpente de la nef pourrait également dater de cette campagne de travaux.
Au XVIIe siècle, l’autorité de la commanderie s’étend sur dix paroisses au moins, de Fougeray à Malestroit. Elle avait le droit de haute, moyenne et basse justice.
Après la Révolution, la chapelle est transformée en hangar agricole et subit de nombreuses modifications : deux ouvertures sont percées dans le mur de la nef et du transept, le campanier est détruit, l’arcade entre la nef et la chapelle sud est bouchée et cette dernière est divisée en deux niveaux par un plancher. Depuis les années 1960, le manoir et la chapelle sont peu à peu restaurés.
Le bâtiment est inscrit à l'inventaire des Monuments historiques en 1992.

## Description
L’ensemble des bâtiments de la commanderie sont disposés autour d’une cour fermée d’un mur ouvert au nord par le porche-colombier. Seule la chapelle, située à l’angle sud-est, donne sur l’extérieur.
La chapelle est composée d’un rectangle de 15m 50 de long à l’intérieur flanqué d’une chapelle au sud formant un transept incomplet. Elle est couverte de charpente.
Les deux pignons de la nef, datant de l’époque romane, sont épaulés par deux contreforts. Ceux-ci dépassent légèrement de l'arrête du toit, indiquant que les pignons ont été abaissés par rapport à leur hauteur d’origine. Le pignon ouest est percé d’une porte en arc brisé en grès roussard. Les fenêtres ont des claveaux en tuffeaux. Le mur sud de la nef et le mur ouest de la chapelle sud ont été percés après la Révolution de larges portes destinées à faire passer les engins agricoles.
L’intérieur de la chapelle a un sol en terre battue. Une bande de pavement de schiste marque le milieu de la nef. Le chœur est marqué par un degré en pierre. Une arcade de profil brisé aux claveaux alternés de schiste noir et de grès blanc fait communiquer la nef avec la chapelle latérale sud, ajoutée au XIVe siècle.
Les décors de la charpente de la nef, qui pourraient dater de la campagne de réfection de 1626, sont moins travaillés que ceux de la charpente de la chapelle sud, du XIVe siècle. Il semble que les charpentiers se soient inspirés de cette dernière par souci d’homogénéité tout en en simplifiant le parti. Le nom du commandeur Gilles du Buisson y est gravé.
Les restes d'une peinture murale figurant un Tétramorphe se distinguent sur le pignon du chœur, dont seuls subsistent une partie du Christ, le taureau et l'ange. Un faux appareillage peint orne l'intrados intérieur de la porte de la nef ainsi que les ébrasements de la fenêtre du chevet, où ils sont accompagnés de motifs géométriques. Les caractéristiques de ces peintures les font dater du XIIe siècle.

## Documents photographiques

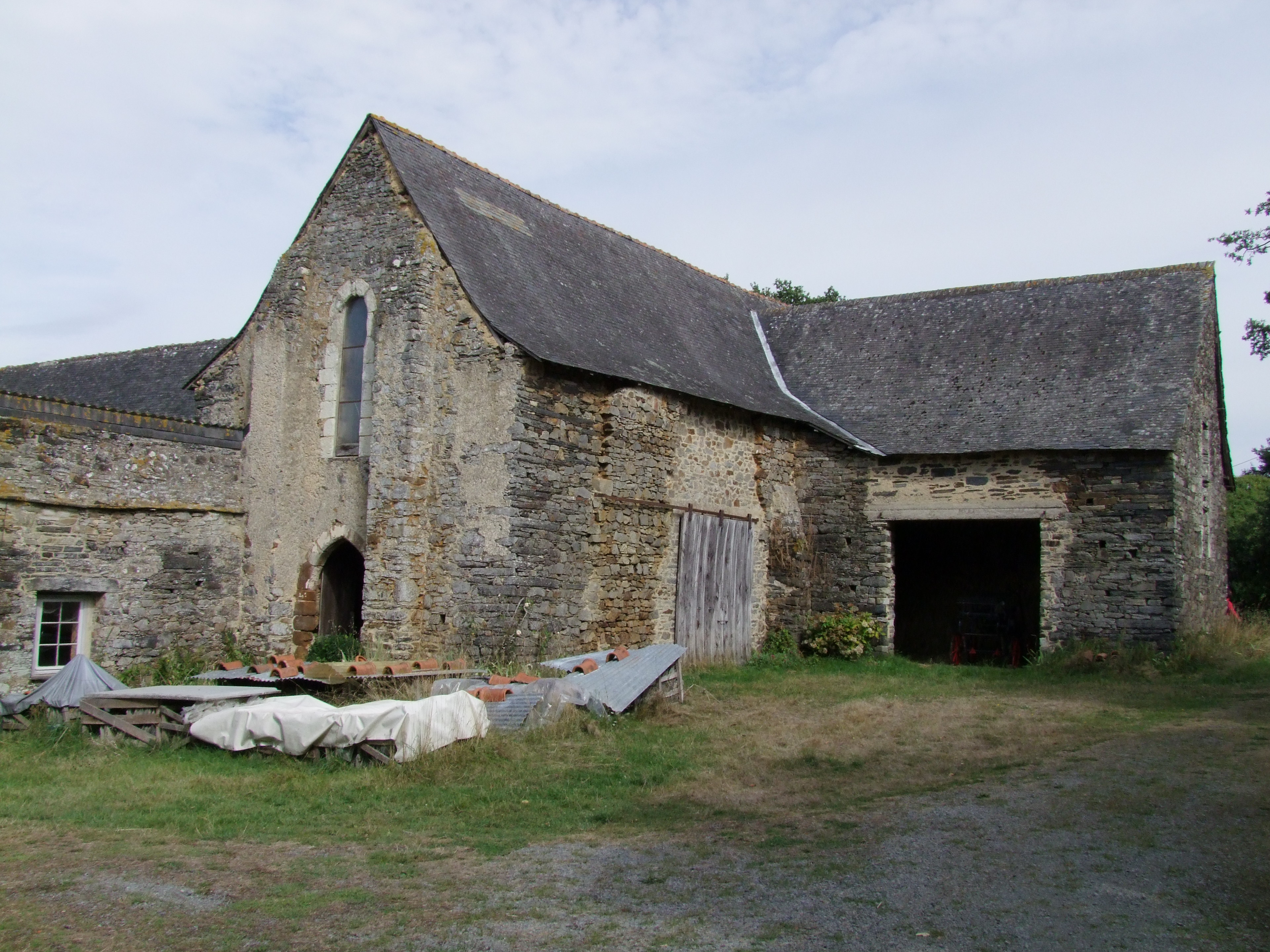
Les deux ouvertures percées lors de la transformation en hangar agricole
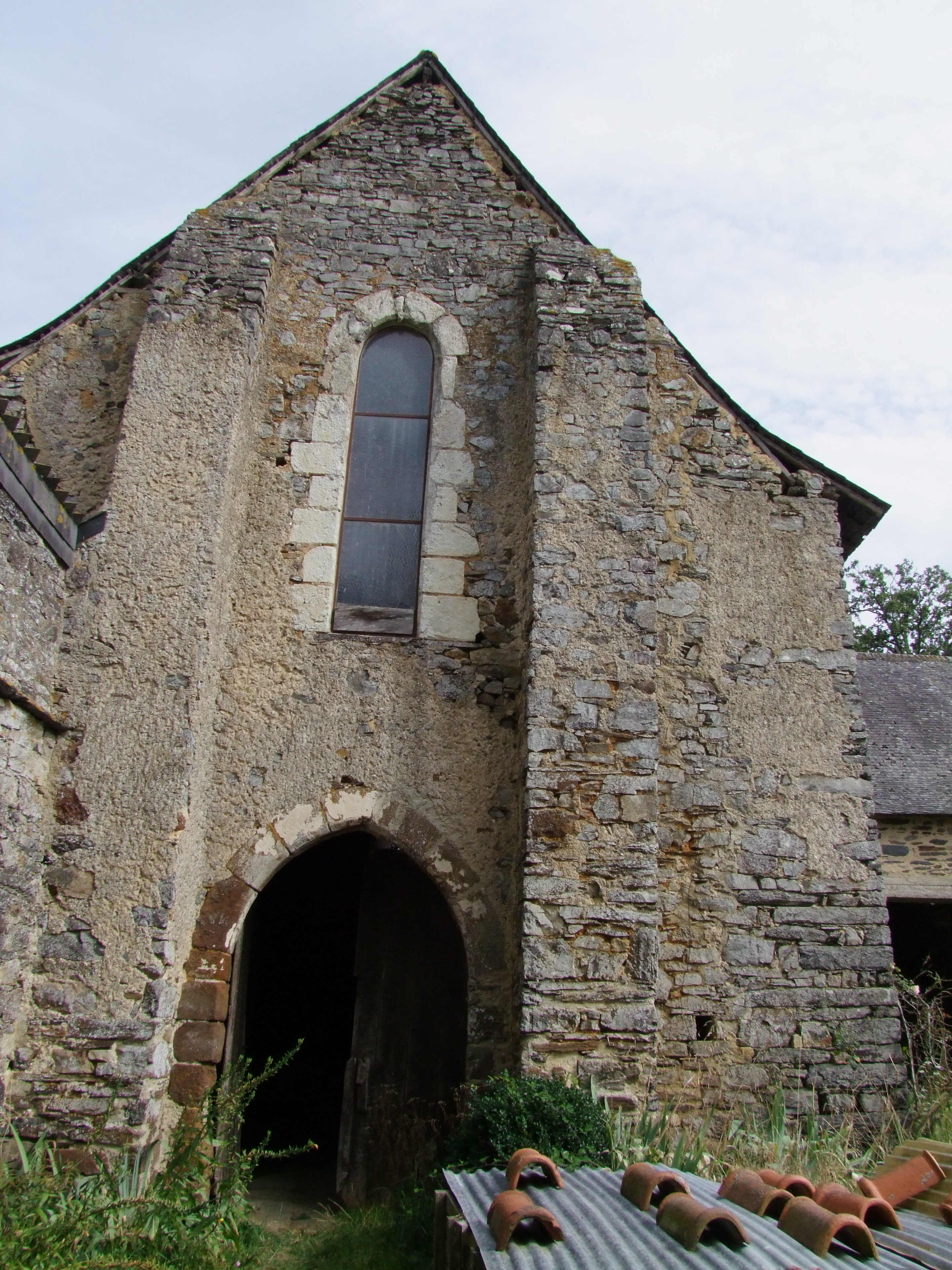
Entrée de la nef
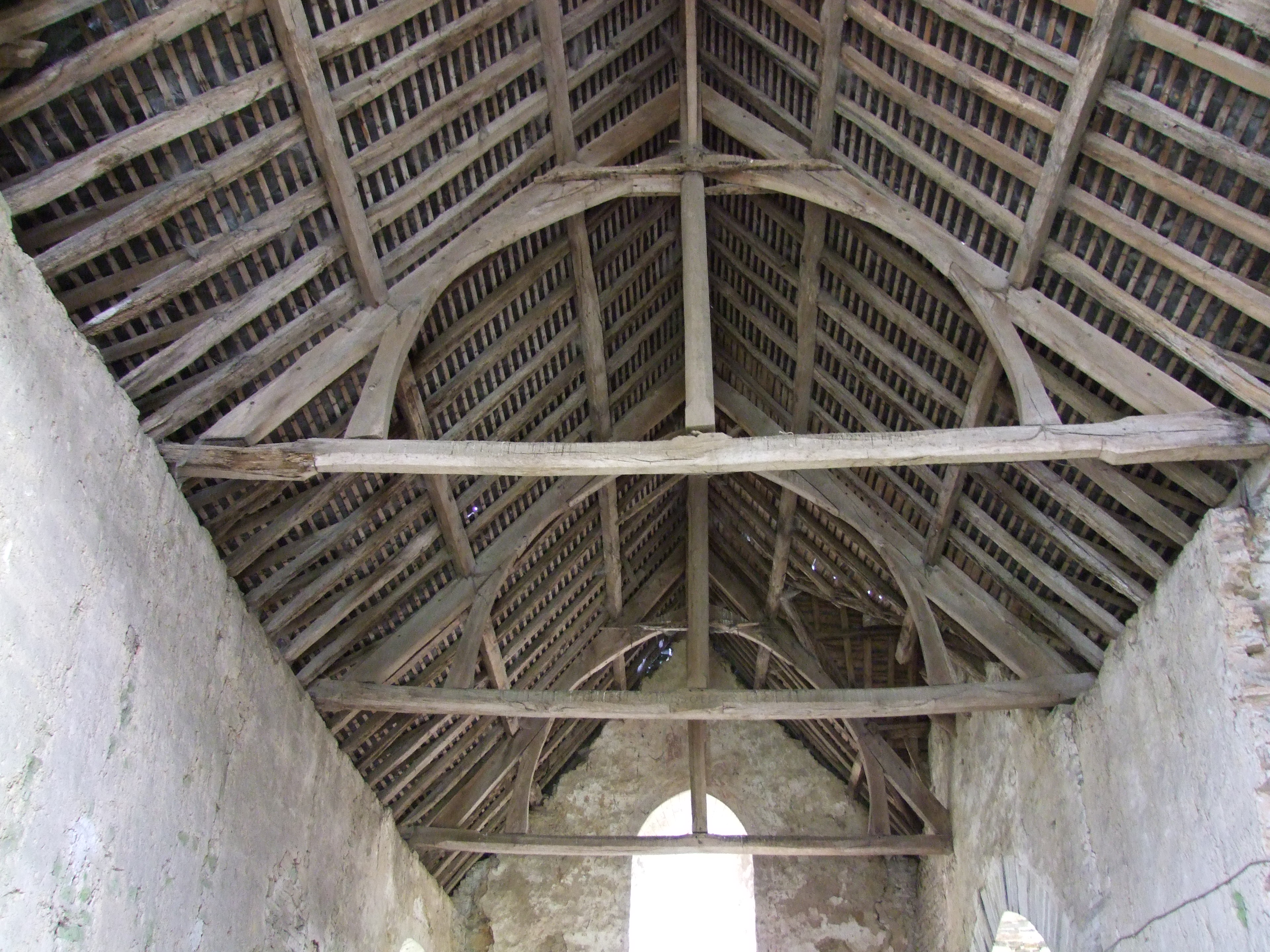
Charpente de la nef
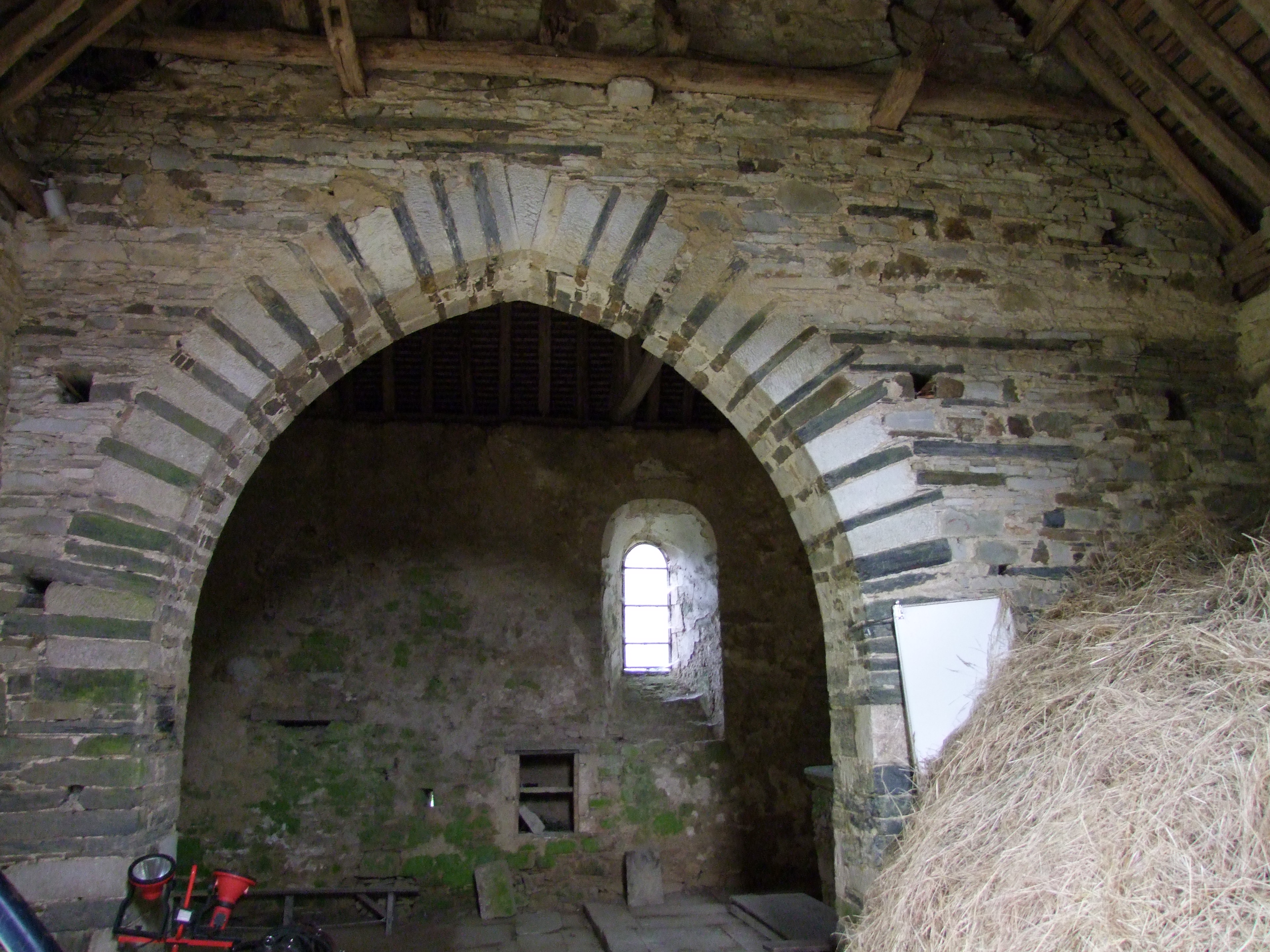
Arc entre le transept sud et la nef
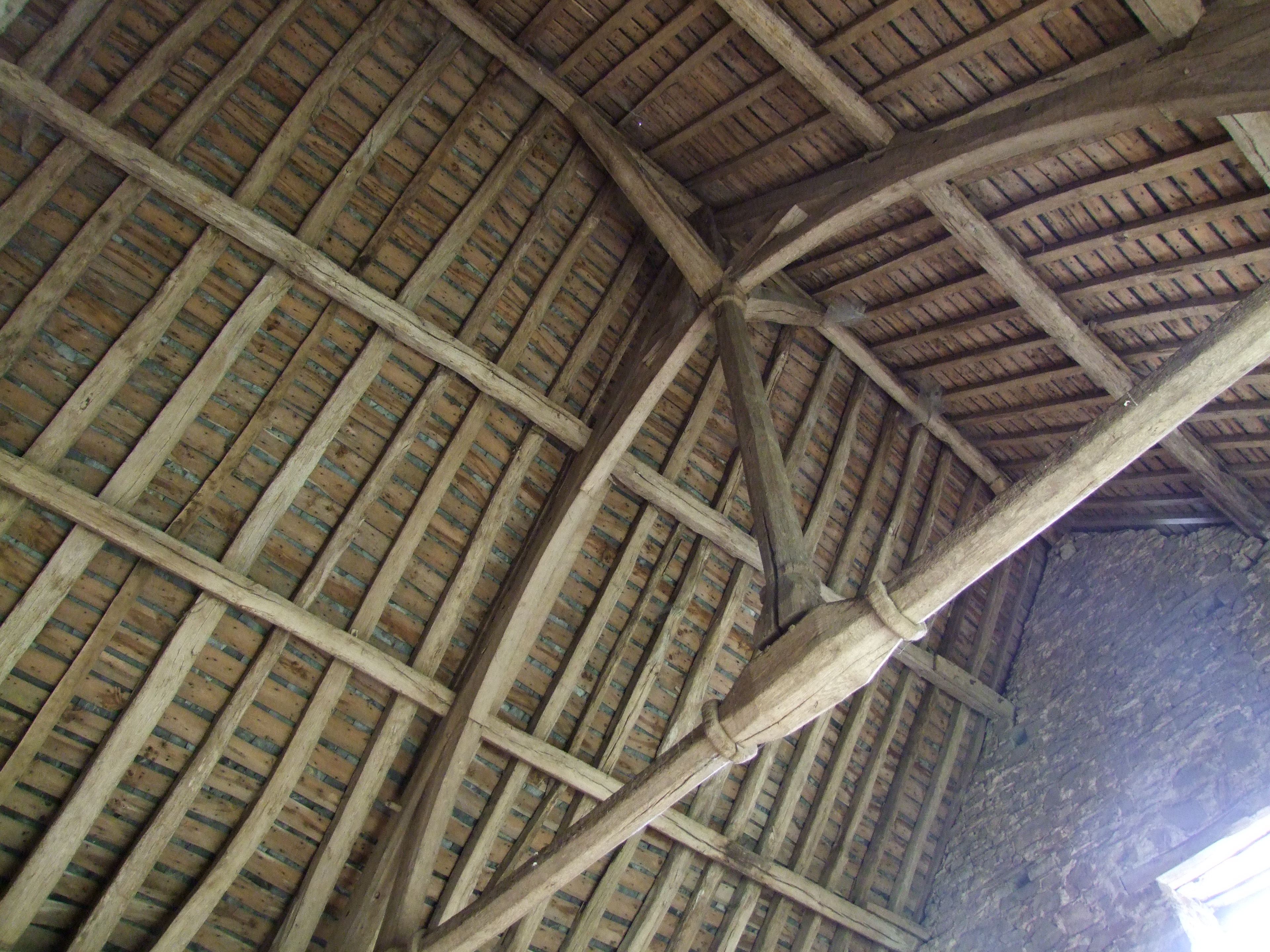
Détail de la charpente du bras de transept sud